# Raymundo de Souza
Pour les articles homonymes, voir Assunção.
Raymundo de Souza, né le 12 mai 1952 à Santo André, est un acteur brésilien.
Avec plus de quarante morceaux dans le programme, Raymundo a agi aux côtés de noms comme Cleyde Yáconis, Ziembinski, Ruth Escobar, Tereza Raquel et Jonas Mello.
À la télévision, il a été créé en 1979, dans le roman Cara a Cara, de Rede Bandeirantes. Il a rejoint Rede Globo en 1986, comme le poète Dimas, de Mademoiselle. Il a également participé à Pedra sobre Pedra, O Cravo e a Rosa, Terra Nostra, entre autres.

## Filmographie sélectionnée

### Télévision
- 1979 - Cara a Cara .... Zé Eduardo
- 1986 - Mademoiselle .... Dimas (Rafael)
- 1992 - Pedra sobre Pedra .... Emanuel
- 1999 - Terra Nostra .... Renato
- 2000 - O Cravo e a Rosa .... Inspecteur Sigismund
- 2004 - Cabocla .... Jorge Adib
- 2008 - Chamas da Vida .... Commandant Eurico Camargo
- 2010 - Ribeirão do Tempo .... Virgílio
- 2012 - Rei Davi .... Agague[1]
- 2014 - Vitória .... Ednaldo Correia do Nascimento[2]
- 2015 - Os Dez Mandamentos .... Nabor / Quemuel
- 2016 - A Terra Prometida .... Quemuel[3]

### Films
- 1982 - L’Homme du bois Brésil
- 1983 - Flor do Desejo .... Tigre
- 1990 - A Rota do Brilho .... Roque